# Stratton, Gloucestershire
Stratton är en by i civil parish Cirencester, i distriktet Cotswold, i grevskapet Gloucestershire i England. Byn är belägen 23,4 km 
från Gloucester. Orten har 2 548 invånare (2015). Stratton var en civil parish fram till 1935 när blev den en del av Cirencester, Baunton och Daglingworth. Civil parish hade 963 invånare år 1931. Byn nämndes i Domedagsboken (Domesday Book) år 1086, och kallades då Stratune.